# Robert M. Pirsig

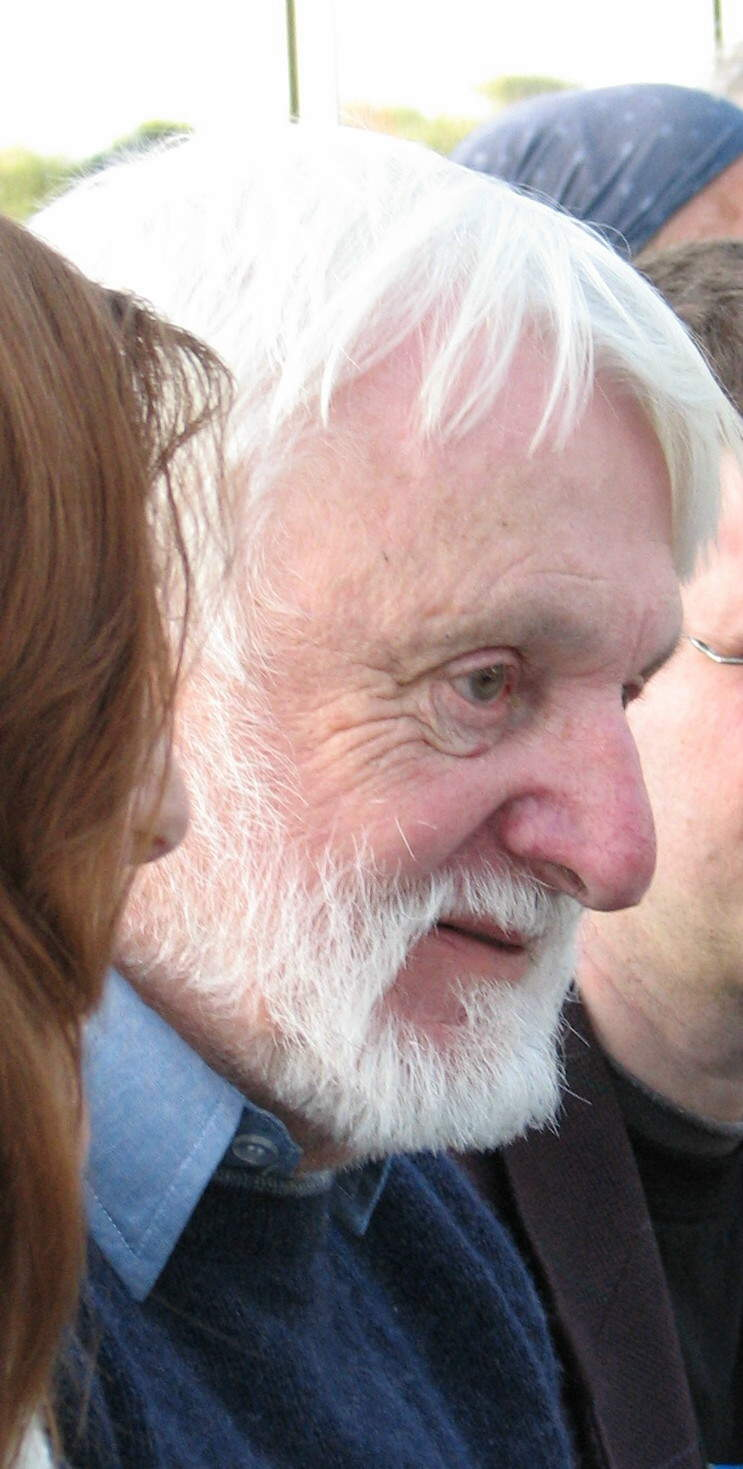
Robert M. Pirsig

Robert Maynard Pirsig (Minneapolis, 6 september 1928 – South Berwick (Maine), 24 april 2017) was een Amerikaans filosoof en schrijver.

## Levensloop
Robert Pirsig, hoogbegaafd — hij zou op zijn negende een IQ van 170 (Stanford-Binet-waarde) hebben gehad — kwam uit een familie van Duits-Zweedse afkomst. Zijn vader was hoogleraar rechten. Hij behaalde al in 1943 zijn highschooldiploma en ging naar de Universiteit van Minnesota. Hij was te jong en na twee jaar worstelen met zijn studie biochemie werd hij weggestuurd, omdat hij slechte cijfers haalde en onvolwassen was. Na maandenlange doelloze omzwervingen door Montana nam hij dienst in de United States Army en werd uitgezonden naar Korea. In 1948 keerde hij terug naar Minnesota om de studie scheikunde af te maken. In 1950 ging hij naar India om de oosterse filosofie ("Zen") te bestuderen aan de Banaras Hindu-universiteit. Hij gaf colleges aan de Universiteit van Chicago en behaalde in 1958 een mastergraad in journalistiek aan de Universiteit van Minnesota. In dat jaar werd hij docent creatief schrijven aan de Montana State University in Bozeman. Van 1961 tot 1963 werd hij in diverse psychiatrische klinieken opgenomen en behandeld met elektroconvulsietherapie, omdat hij leed aan paranoïde schizofrenie. Hij verwerkte die ervaringen in zijn romans.

## Werk
Zen
Pirsig werd wereldberoemd met de in 1974 verschenen filosofische roman Zen and the Art of Motorcycle Maintenance, in het Nederlands vertaald als Zen en de Kunst van het Motoronderhoud. Het boek, met de ondertitel An Inquiry into Values ("Een onderzoek naar Waarden"), schetst Pirsigs interpretatie en definitie van "kwaliteit", geschreven als een autobiografische vertelling over een reis per motorfiets door Noord-Amerika met zijn zoon en twee vrienden. Het boek werd een enorm succes en behoorde al snel tot de cultliteratuur. In enkele jaren tijd beleefde het tientallen herdrukken.
Het boek, dat kortweg Zen genoemd wordt, kan op verschillende wijzen worden opgevat:
- als geschiedenis en samenvatting van de filosofie
- als antwoord op antitechnologie-bewegingen van die tijd
- als algemene inleiding in het denken
- als uitdrukking van twijfel aan alles: aan de taal, aan het schoolsysteem, tot zelfs aan de wetenschappelijke methode
- als klacht over het lage niveau van vakmanschap in moderne beroepen
- op verhaalniveau als een "roadbook" zoals On the Road van Kerouac.

Lila
Pirsig kreeg in 1974 een Guggenheim Fellowship voor Zen, een beurs die hem in staat stelde het vervolg te schrijven. Lila: An Inquiry into Morals (vertaling Lila, een onderzoek naar zeden) verscheen in 1991. Hierin werkt hij zijn theorie nader uit, waarbij hij de term "metafysica van de kwaliteit" bedenkt. Hij stelt een op morele waarden gebaseerde metafysica voor, te verkiezen boven de historisch dominante vorm van metafysica in de westerse filosofie die hij de "subject-object visie op de werkelijkheid" doopt. Naar zijn idee behoeft "kwaliteit" geen definitie, omdat het een directe ervaring is die door iedereen begrepen kan worden. Daarmee geeft hij impliciet antwoord aan de critici van zijn eerste boek, die het begrip kwaliteit onvoldoende gedefinieerd vonden. Hij verklaart het Amerika van nu vanuit de tegenstelling tussen het statische waardenstelsel van de immigranten uit Europa en het meer dynamische van de Indianen die de inheemse bevolking vormen. Ook deze tweede ideeënroman heeft de vorm van een vertelling — over een man die een vrouw oppikt en met haar een tocht per zeilboot maakt — en gaat verder waar Zen eindigde. De enorme verkoopcijfers van dat boek behaalde Lila niet.

## Publicaties
- 1974 - Zen and the Art of Motorcycle Maintenance: An Inquiry into Values (filosofische roman)
- 1991 - Lila: An Inquiry into Morals (filosofische roman)